# Unione Sportiva Lecce 1999-2000

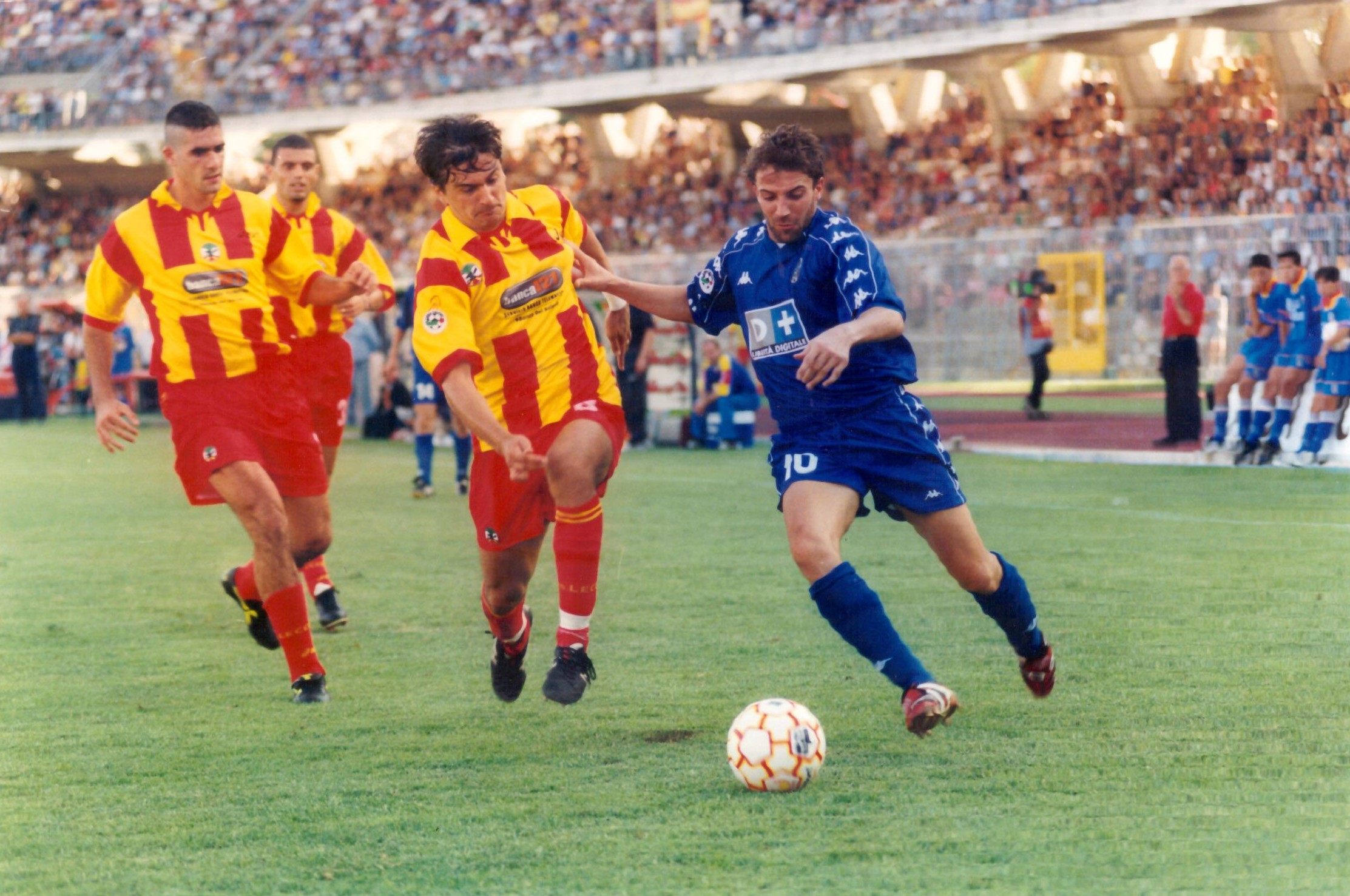
Alberto Savino e Cristiano Lucarelli rincorrono Alessandro Del Piero durante Lecce- (2-0) del settembre 1999. In secondo piano anche David Balleri.

Questa voce raccoglie le informazioni riguardanti l'Unione Sportiva Lecce nelle competizioni ufficiali della stagione 1999-2000.

## Stagione
Nella stagione 1999-2000 il Lecce torna a disputare il campionato di Serie A e guadagna 40 punti, ottenendo il tredicesimo posto. La squadra salentina, allenata da Alberto Cavasin, costruisce le basi della salvezza nella prima parte del torneo, raccogliendo 23 punti nel girone di andata. Nel girone di ritorno perde terreno, senza, però, rischiare di essere risucchiata nella lotta per evitare la retrocessione. Tra i ricordi migliori di questa stagione, culminata nella salvezza certificata dalla vittoria casalinga per 2-1 contro il Torino del 7 maggio 2000 (risultato che condannò i granata alla retrocessione in Serie B), figurano le vittorie interne contro Juventus (settembre 1999) ed Inter (marzo 2000). Miglior marcatore stagionale del Lecce è Cristiano Lucarelli con 16 reti. 
Nella Coppa Italia, in una stagione caratterizzata da una formula rinnovata, il Lecce disputa il girone 1 del turno preliminare, che promuove la Ternana con 14 punti, con un solo punto di vantaggio proprio sui salentini, vistisi scavalcare all'ultimo turno nel confronto diretto perso (2-0) a Terni.

## Divise e sponsor
Il fornitore di materiale tecnico per la stagione 1999-2000 è stato Asics, mentre lo sponsor di maglia è stato Banca del Salento.
| Casa | Trasferta | Terza divisa |

## Rosa
| N. |                     | Ruolo | Calciatore               |
| -- | ------------------- | ----- | ------------------------ |
| 1  | Italia (bandiera)   | P     | Antonio Chimenti         |
| 2  | Brasile (bandiera)  | D     | Juarez de Souza Teixeira |
| 3  | Italia (bandiera)   | D     | Gianluca Colonnello      |
| 4  | Italia (bandiera)   | C     | Luigi Piangerelli        |
| 5  | Italia (bandiera)   | D     | Alberto Savino           |
| 6  | Italia (bandiera)   | D     | Martino Traversa         |
| 7  | Svizzera (bandiera) | A     | David Sesa               |
| 8  | Italia (bandiera)   | C     | Alessandro Conticchio    |
| 9  | Italia (bandiera)   | A     | Cristiano Lucarelli      |
| 10 | Brasile (bandiera)  | C     | Francisco Lima           |
| 11 | Italia (bandiera)   | A     | Emiliano Biliotti        |
| 12 | Italia (bandiera)   | P     | Massimo Lotti            |
| 13 | Italia (bandiera)   | A     | Angelo Paradiso          |
| 14 | Italia (bandiera)   | C     | Pier Giovanni Rutzittu   |
| 14 | Italia (bandiera)   | D     | Mirco Sadotti            |
| 15 | Ucraina (bandiera)  | A     | Serhij Atel'kin          |
| 15 | Uruguay (bandiera)  | C     | Jorge Casanova           |
| 16 | Italia (bandiera)   | C     | Claudio Bonomi           |
| 17 | Italia (bandiera)   | D     | Cristiano Pavone         |

| N. |                           | Ruolo | Calciatore          |
| -- | ------------------------- | ----- | ------------------- |
| 18 | Italia (bandiera)         | C     | Alessandro Doga     |
| 18 | Italia (bandiera)         | A     | Francesco Marino    |
| 19 | Italia (bandiera)         | C     | Riccardo Maspero    |
| 20 | Francia (bandiera)        | D     | Jean-Pierre Cyprien |
| 20 | Italia (bandiera)         | A     | Giacomo Cipriani    |
| 21 | Italia (bandiera)         | C     | Alessandro De Poli  |
| 22 | Italia (bandiera)         | C     | Domenico Di Carlo   |
| 23 | Italia (bandiera)         | D     | William Viali       |
| 24 | Italia (bandiera)         | C     | Christian Cimarelli |
| 25 | Italia (bandiera)         | P     | Ivan Aiardi         |
| 26 | Ghana (bandiera)          | C     | Mark Edusei         |
| 27 | Italia (bandiera)         | D     | Matteo Pivotto      |
| 28 | Italia (bandiera)         | D     | Marco De Braco      |
| 29 | Italia (bandiera)         | A     | Renato Greco        |
| 30 | Italia (bandiera)         | D     | David Balleri       |
| 31 | Italia (bandiera)         | D     | Giovanni De Toma    |
| 35 | Italia (bandiera)         | P     | Fabrizio Lorieri    |
| 17 | Costa d'Avorio (bandiera) | A     | Axel Konan          |

## Calciomercato

### Sessione estiva(dall'1/7 al 31/8)
| Acquisti | Acquisti | Acquisti | Acquisti |
| R.       | Nome     | da       | Modalità |
| -------- | -------- | -------- | -------- |

| Cessioni | Cessioni        | Cessioni | Cessioni |
| R.       | Nome            | a        | Modalità |
| -------- | --------------- | -------- | -------- |
| C        | Alessandro Doga | Chievo   | -        |

### Sessione invernale(dal 2/1 al 1/2)
| Acquisti | Acquisti         | Acquisti  | Acquisti |
| R.       | Nome             | da        | Modalità |
| -------- | ---------------- | --------- | -------- |
| D        | Mirco Sadotti    | Milan     | -        |
| C        | Jorge Casanova   | Leeds Utd | -        |
| A        | Giacomo Cipriani | Bologna   | -        |

| Cessioni | Cessioni               | Cessioni            | Cessioni |
| R.       | Nome                   | a                   | Modalità |
| -------- | ---------------------- | ------------------- | -------- |
| D        | Jean-Pierre Cyprien    | Olympique Marsiglia | -        |
| D        | Cristiano Pavone       | Salernitana         | -        |
| C        | Alessandro De Poli     | Empoli              | -        |
| C        | Pier Giovanni Rutzittu | Fermana             | -        |
| C        | Mark Edusei            | União Leiria        | -        |
| C        | Serhij Atel'kin        | Boavista            | -        |
| A        | Renato Greco           | Savoia              | -        |
| A        | Angelo Paradiso        | Cesena              | -        |

## Risultati

### Serie A

#### Girone di andata
| Arbitro: | Trentalange (Torino) |

|                         |           |                         |
| Savino 66’ C. Lucarelli | Marcatori | 57’ Weah 72’ Shevchenko |

| Arbitro: | Tombolini (Ancona) |

|                          |           |  |
| Marasco 17’ Aglietti 43’ | Marcatori |  |

| Arbitro: | Paparesta (Bari) |

|            |           |                  |
| Dionigi 4’ | Marcatori | 42’ C. Lucarelli |

| Arbitro: | Pellegrino (Barcellona Pozzo di Gotto) |

|                          |           |  |
| Lima 3’ Conticchio 90+6’ | Marcatori |  |

| Arbitro: | P. Rossi (Ciampino) |

|                               |           |  |
| Savino 23’ (aut.) Signori 34’ | Marcatori |  |

| Arbitro: | Serena (Bassano del Grappa) |

|                                 |           |                    |
| Sesa 45+2’ (rig.) C. Bonomi 76’ | Marcatori | 41’ (rig.) Baronio |

| Arbitro: | Cesari (Genova) |

|                                                 |           |                       |
| Pancaro 26’ Stankovic 30’, 32’ S. Inzaghi 90+3’ | Marcatori | 16’, 33’ C. Lucarelli |

| Arbitro: | Messina (Bergamo) |

|  |           |           |
|  | Marcatori | 69’ Olive |

| Arbitro: | Paparesta (Bari) |

|                  |           |  |
| C. Lucarelli 53’ | Marcatori |  |

| Arbitro: | Borriello (Mantova) |

|                                                                                   |           |  |
| Georgatos 2’ Zanetti 12’ Jugovic 38’ Zamorano 45+2’ Ronaldo 50’ (rig.) Recoba 65’ | Marcatori |  |

| Arbitro: | Castellani (Verona) |

|                            |           |               |
| C. Lucarelli 61’ Viali 81’ | Marcatori | 24’ Valtolina |

| Arbitro: | Preschern (Mestre) |

|                            |           |                      |
| Totti 41’ Candela 63’, 86’ | Marcatori | 50’ Sesa 69’ Pivotto |

| Arbitro: | Racalbuto (Gallarate) |

|                |           |  |
| Conticchio 63’ | Marcatori |  |

| Cagliari 19 dicembre 1999 14ª giornata | Cagliari           | 0 – 0 referto | Lecce | Stadio Sant'Elia\| Arbitro: \| De Santis (Tivoli) \| |
| Arbitro:                               | De Santis (Tivoli) |               |       |                                                      |

| Lecce 6 gennaio 2000 15ª giornata | Lecce                                  | 0 – 0 referto | Fiorentina | Stadio Via del Mare\| Arbitro: \| Pellegrino (Barcellona Pozzo di Gotto) \| |
| Arbitro:                          | Pellegrino (Barcellona Pozzo di Gotto) |               |            |                                                                             |

| Arbitro: | Preschern (Mestre) |

|                     |           |                       |
| Ferrante 81’ (rig.) | Marcatori | 66’, 90’ C. Lucarelli |

| Lecce 16 gennaio 2000 17ª giornata | Lecce              | 0 – 0 referto | Parma | Stadio Via del Mare\| Arbitro: \| Tombolini (Ancona) \| |
| Arbitro:                           | Tombolini (Ancona) |               |       |                                                         |

#### Girone di ritorno
| Arbitro: | Collina (Viareggio) |

|                          |           |                       |
| Maldini 62’ Bierhoff 69’ | Marcatori | 30’, 56’ C. Lucarelli |

| Arbitro: | Rodomonti (Teramo) |

|                                       |           |             |
| C. Lucarelli 7’ (rig.) Conticchio 69’ | Marcatori | 19’ Colucci |

| Arbitro: | Cesari (Genova) |

|  |           |              |
|  | Marcatori | 49’ Rastelli |

| Arbitro: | Bolognino (Milano) |

|            |           |  |
| Zidane 26’ | Marcatori |  |

| Arbitro: | Collina (Viareggio) |

|                  |           |             |
| C. Lucarelli 68’ | Marcatori | 55’ Signori |

| Arbitro: | Rodomonti (Teramo) |

|                             |           |                         |
| Pirlo 11’ Kallon 41’ (rig.) | Marcatori | 71’ (rig.) C. Lucarelli |

| Arbitro: | Messina (Bergamo) |

|  |           |            |
|  | Marcatori | 38’ Nedved |

| Arbitro: | P. Rossi (Ciampino) |

|                         |           |                                  |
| Calori 80’ Cappioli 85’ | Marcatori | 65’ Sesa 74’ (rig.) C. Lucarelli |

| Arbitro: | Bolognino (Milano) |

|                     |           |          |
| Sosa 23’ Warley 84’ | Marcatori | 36’ Sesa |

| Arbitro: | Borriello (Mantova) |

|          |           |  |
| Sesa 24’ | Marcatori |  |

| Venezia 2 aprile 2000 28ª giornata | Venezia              | 0 – 0 referto | Lecce | Stadio Pierluigi Penzo\| Arbitro: \| Trentalange (Torino) \| |
| Arbitro:                           | Trentalange (Torino) |               |       |                                                              |

| Lecce 9 aprile 2000 29ª giornata | Lecce              | 0 – 0 referto | Roma | Stadio Via del Mare\| Arbitro: \| Preschern (Mestre) \| |
| Arbitro:                         | Preschern (Mestre) |               |      |                                                         |

| Arbitro: | Racalbuto (Gallarate) |

|                                       |           |                 |
| Spinesi 3’ Osmanovski 12’ Cassano 33’ | Marcatori | 79’ (rig.) Sesa |

| Arbitro: | Serena (Bassano del Grappa) |

|                    |           |              |
| C. Bonomi 13’, 51’ | Marcatori | 90’ D. Conti |

| Arbitro: | Treossi (Forlì) |

|                                      |           |  |
| Tarozzi 41’ Chiesa 43’ Batistuta 83’ | Marcatori |  |

| Arbitro: | Collina (Viareggio) |

|                         |           |                     |
| Sesa 56’ Conticchio 79’ | Marcatori | 67’ (rig.) Ferrante |

| Arbitro: | Rodomonti (Teramo) |

|                                              |           |                  |
| Di Vaio 4’ Stanic 53’, 85’ Crespo 55’ (rig.) | Marcatori | 70’ C. Lucarelli |

### Coppa Italia

#### Fase preliminare
| Arbitro: | Fausti (Milano) |

|  |           |          |
|  | Marcatori | 90’ Sesa |

| Arbitro: | P. Rossi (Ciampino) |

|               |           |             |
| C. Bonomi 48’ | Marcatori | 67’ Onorato |

| Arbitro: | Rodomonti (Teramo) |

|                                       |           |  |
| Sesa 57’ Piangerelli 60’ Paradiso 88’ | Marcatori |  |

| Arbitro: | Treossi (Forlì) |

|              |           |                                                          |
| Del Prete 1’ | Marcatori | 50’ Cimarelli 54’ (rig.) Paradiso 81’ Greco 90’ Biliotti |

| Arbitro: | N. Ayroldi (Molfetta) |

|                                 |           |          |
| C. Lucarelli 37’, 64’ Viali 73’ | Marcatori | 21’ Dosi |

| Arbitro: | Braschi (Prato) |

|                         |           |  |
| Fabris 59’ Stellini 62’ | Marcatori |  |

## Statistiche

### Statistiche di squadra
| Competizione | Punti | In casa | In casa | In casa | In casa | In casa | In casa | In trasferta | In trasferta | In trasferta | In trasferta | In trasferta | In trasferta | Totale | Totale | Totale | Totale | Totale | Totale | DR  |
| Competizione | Punti | G       | V       | N       | P       | Gf      | Gs      | G            | V            | N            | P            | Gf           | Gs           | G      | V      | N      | P      | Gf     | Gs     | DR  |
| ------------ | ----- | ------- | ------- | ------- | ------- | ------- | ------- | ------------ | ------------ | ------------ | ------------ | ------------ | ------------ | ------ | ------ | ------ | ------ | ------ | ------ | --- |
| Serie A      | 40    | 17      | 9       | 5       | 3       | 18      | 11      | 17           | 1            | 5            | 11           | 15           | 38           | 34     | 10     | 10     | 14     | 33     | 49     | -16 |
| Coppa Italia | -     | 3       | 2       | 1       | 0       | 7       | 2       | 3            | 2            | 0            | 1            | 5            | 3            | 6      | 4      | 1      | 1      | 12     | 5      | 7   |
| Totale       | -     | 20      | 11      | 6       | 3       | 25      | 13      | 20           | 3            | 5            | 12           | 20           | 41           | 40     | 14     | 11     | 15     | 45     | 54     | -9  |

### Statistiche individuali
Sono in corsivo i calciatori che hanno lasciato la società a stagione in corso.
| Giocatore      | Serie A  | Serie A | Coppa Italia | Coppa Italia | Totale   | Totale |
| Giocatore      | Presenze | Reti    | Presenze     | Reti         | Presenze | Reti   |
| -------------- | -------- | ------- | ------------ | ------------ | -------- | ------ |
| A. Chimenti    | 33       | -44     | 4            | -3           | 37       | -47    |
| I. Aiardi      | 0        | -0      | 0            | -0           | 0        | -0     |
| M. Lotti       | 1        | -4      | 2            | -2           | 3        | -6     |
| F. Lorieri     | 0        | -0      | 0            | -0           | 0        | -0     |
| Juarez         | 33       | 0       | 0            | 0            | 33       | 0      |
| G. Colonnello  | 27       | 0       | 0            | 0            | 27       | 0      |
| M. De Braco    | 0        | 0       | 0            | 0            | 0        | 0      |
| G. De Toma     | 0        | 0       | 0            | 0            | 0        | 0      |
| M. Sadotti     | 2        | 0       | 0            | 0            | 2        | 0      |
| J.P. Cyprien   | 0        | 0       | 0            | 0            | 0        | 0      |
| M. Pivotto     | 27       | 1       | 5            | 0            | 32       | 1      |
| C. Pavone      | 0        | 0       | 1            | 0            | 1        | 0      |
| D. Balleri     | 32       | 0       | 2            | 0            | 34       | 0      |
| A. Savino      | 31       | 0       | 6            | 0            | 37       | 0      |
| W. Viali       | 32       | 1       | 6            | 1            | 38       | 2      |
| M. Traversa    | 21       | 0       | 4            | 0            | 25       | 0      |
| C. Bonomi      | 24       | 3       | 5            | 1            | 29       | 4      |
| C. Cimarelli   | 0        | 0       | 3            | 1            | 3        | 1      |
| A. Doga        | 0        | 0       | 2            | 0            | 2        | 0      |
| Lima           | 32       | 1       | 3            | 0            | 35       | 1      |
| A. Conticchio  | 33       | 4       | 3            | 0            | 36       | 4      |
| M. Edusei      | 0        | 0       | 0            | 0            | 0        | 0      |
| F. Casanova    | 2        | 0       | 0            | 0            | 2        | 0      |
| D. Di Carlo    | 4        | 0       | 3            | 0            | 7        | 0      |
| L. Piangerelli | 29       | 0       | 5            | 1            | 34       | 1      |
| A. De Poli     | 0        | 0       | 2            | 0            | 2        | 0      |
| P.G. Rutzittu  | 0        | 0       | 0            | 0            | 0        | 0      |
| R. Maspero     | 1        | 0       | 1            | 0            | 2        | 0      |
| G. Cipriani    | 8        | 0       | 0            | 0            | 8        | 0      |
| C. Lucarelli   | 30       | 15      | 4            | 2            | 34       | 17     |
| R. Greco       | 0        | 0       | 3            | 1            | 3        | 1      |
| F. Marino      | 16       | 0       | 0            | 0            | 16       | 0      |
| A. Paradiso    | 3        | 0       | 4            | 2            | 7        | 2      |
| A. Konan       | 0        | 0       | 0            | 0            | 0        | 0      |
| S. Atel'kin    | 0        | 0       | 0            | 0            | 0        | 0      |
| D. Sesa        | 29       | 7       | 3            | 2            | 32       | 9      |
| E. Biliotti    | 19       | 0       | 6            | 1            | 25       | 1      |